# Merodon caudatus
Merodon caudatus är en tvåvingeart som beskrevs av Sack 1913. Merodon caudatus ingår i släktet narcissblomflugor, och familjen blomflugor.
Artens utbredningsområde är Israel. Inga underarter finns listade i Catalogue of Life.